# SG Arheilgen
Maillots
Dernière mise à jour : 6 avril 2011.
La SG Arheilgen est un club sportif allemand localisé dans la commune d’Arheilgen dans l’entité de Darmstadt dans la Hesse. Le club compte plus de 4 000 membres. 
En plus du Football, il propose de nombreuses sections, dont le Bowling, la Gymnastique, le Handball, la Lutte, le Tennis, le Tennis de table, le Triathlon…

## Histoire (football)

### Clubs précédents

ancien logo de la SG Arheilgen

La SG Arheilgen regroupe les traditions de plus anciennes sociétés sportives regroupées après la Seconde Guerre mondiale. 
- Turnverein 1876 Arheilgen ou TV 1876 Arheilgen, fondée le 12 août 1876.
- Arbeiter Radfahrerverein "Frisch auf" Arhheilgen (fondé en 1902)
- Arbeiter Turn- und Sportverein Arheilgen ou ATSV Arheilgen (fondé en 1903)
- FC Olympia 04 Arheilgen (fondé en 1904)
- FC Germania 06 Atheilgen (fondé en 1906)
- Kraftsportclub Arheilgen (fondé en 1910)

### Fusion des clubs de football
En novembre 1921, le FC Olympia 04 (qui depuis 1913 portait le nom de FV Olympia 04) et le FC Germania 06 fusionnèrent pour former le Sportvereinigung 04 Arheilgen ou SpVgg 04 Arheilgen. Le 30 juillet 1922, ce club s’installa sur le site "Arheilger Mühlchen".
Le SpVgg Arheilgen joua en Kreisliga jusqu’en 1927, année où il accéda à la Bezirksliga. L’année suivante, après une réforme des ligues, la série devint la Bezirksliga Main/Hessen. En 1928, le SpVgg 04 Arheilgen termina devant le SV Darmstadt 98 et s’honora du titre de "premier club de la ville", mais la saison suivante, il se classa avant-dernier et fut relégué. Le club remonta après une saison.
Après l’arrivée au pouvoir des Nazis en début d’année 1933, tous les clubs d’obédience socialiste et/ou communiste furent dissous. Une partie des membres de l’ATSV Arheilgen rejoignit le SpVgg 04.
En 1937, la commune de Arheilgen fut rattachée à celle de Darmstadt. Les responsables nazis exigèrent la création d’une grande entité sportive. Ainsi se créa la Gemeinschaft für Leibesübungen Darmstadt ou GfL Darmstadt.
En 1939, le SpVgg 04 Arheilgen fusionna avec le TV 1876 Arheilgen pour former le SV 1876 Arheilgen.

### Reconstitution
En 1945, tous les clubs furent dissous par les Alliés (voir Directive n°23). Les membres de plusieurs anciennes entités sportives d’Arheilgen reconstituèrent un club qu’ils nommèrent simplement Sportgemeinschaft Arheilgen ou SG Arheilgen. L’année 1876, celle de création du plus ancien cercles fut reprisent comme date de fondation.
Le 29 septembre 1946 en football, une victoire (3-1) contre le VfR Bürstadt lors d’un match de barrage, permit au SG Arheilgen d’accéder à la Landesliga Frankfurt-West. Dans cette ligue, club retrouva son rival local du SV Darmstadt 98. Le derby attira plus de 5 000 personnes au "Mühlchen".
En 1950, la SG Arheilgen se qualifia pour faire partie des fondateurs de la 2. Oberliga Süd, une ligue nouvelle créée au 2e niveau de la hiérarchie. Au terme de la première saison, le club fut relégué en Hessenliga ou 1. Amateurliga Hessen. Le club n’y resta pas bien longtemps puisqu’en 1954, il descendit encore d’un niveau.
Cette relégation amena des désaccords internes. La SG Arheilgen n’avait pas l’ambition de gérer une section de football élite. Plusieurs membres quittèrent le cercle et fondèrent le 1. FC 04 Arheilgen.
La SG Arheilgen conserva une section football mais celle-ci recula dans les séries inférieures, même si en 1962, elle refit une apparition en 2. Amateurliga, à l’époque 4e étage de la pyramide du football allemand.
Depuis, le club évolue dans les séries de Bezirksliga ou de Kreisliga de la région de Darmstadt.
En 2010-2011, l’équipe "Premières" de la SG Arheilgen évolue en Kreisoberliga Darmstadt, soit au 9e niveau de la hiérarchie de la DFB.